# Cryptus arcticus
Cryptus arcticus är en stekelart som beskrevs av Schiodte 1857. Cryptus arcticus ingår i släktet Cryptus och familjen brokparasitsteklar. Inga underarter finns listade i Catalogue of Life.